# Organisation des États turciques
 (décembre 2009).
Si vous disposez d'ouvrages ou d'articles de référence ou si vous connaissez des sites web de qualité traitant du thème abordé ici, merci de compléter l'article en donnant les références utiles à sa vérifiabilité et en les liant à la section « Notes et références ».
L'Organisation des États turciques est une organisation internationale regroupant les États de langues turciques. Elle est fondée en tant que Conseil turcique (azéri : Türk Şurası, kazakh : Түркі кеңесі, kirghize : Түрк кеңеш, turc : Türk Keneşi, anglais : Turkic Council) le 3 octobre 2009 à Nakhitchevan (Azerbaïdjan) par l'Azerbaïdjan, le Kazakhstan, le Kirghizistan et la Turquie. La Hongrie en est devenue un État observateur en 2018. Lors du 8e sommet à Istanbul, le Conseil turcique s'est reformé en organisation et prend le nom d'Organisation des États turciques. À cette occasion, l'Ouzbékistan rejoint l'organisation et le Turkménistan en est devenu le second État observateur avant de devenir membre en 2022.
L'objectif de cette coopération est de promouvoir le développement fraternel entre ces pays partageant des langues de la même famille et de permettre une coordination générale. Leurs domaines d’actions sont, entre autres, économiques et énergétiques mais aussi et surtout culturel. Au-delà d'une réelle approche multilatérale effective, cette organisation permet de mettre en réseau ces différents États.

## Composition

### États membres
| Pays         | Population | Superficie (km2) | Date de début  |
| ------------ | ---------- | ---------------- | -------------- |
| Azerbaïdjan  | 9 967 730  | 86 600           | 3 octobre 2009 |
| Kazakhstan   | 18 440 161 | 2 724 900        | 3 octobre 2009 |
| Kirghizistan | 6 256 730  | 198 500          | 3 octobre 2009 |
| Ouzbékistan  | 32 653 885 | 447 400          | 3 octobre 2009 |
| Turquie      | 83 154 997 | 783 562          | 3 octobre 2009 |

### États observateurs
| Pays                                | Population | Superficie (km2) | Date de début    | Date de fin      |
| ----------------------------------- | ---------- | ---------------- | ---------------- | ---------------- |
| Hongrie                             | 9 709 786  | 93 030           | 3 septembre 2018 |                  |
| Turkménistan                        | 6 118 000  | 488 099          | 12 novembre 2021 | 11 novembre 2022 |
| République turque de Chypre du Nord | 382 836    | 3 355            | 11 novembre 2022 |                  |

## Secrétaires généraux
| no | Nom                   | Pays         | Début de mandat   | Fin de mandat     |
| -- | --------------------- | ------------ | ----------------- | ----------------- |
| 1  | Halil Akıncı          | Turquie      | 3 octobre 2009    | 16 septembre 2014 |
| 2  | Ramil Hasanov         | Azerbaïdjan  | 16 septembre 2014 | 3 septembre 2018  |
| 3  | Baghdad Amreyev       | Kazakhstan   | 3 septembre 2018  | 11 novembre 2022  |
| 4  | Kubanychbek Omuraliev | Kirghizistan | 11 novembre 2022  |                   |

## Sommets
| #                                         | Date               | Pays         | Villes      |
| ----------------------------------------- | ------------------ | ------------ | ----------- |
| 1er du Conseil turcique                   | 20–21 octobre 2011 | Kazakhstan   | Almaty      |
| 2e du Conseil turcique                    | 22–23 août 2012    | Kirghizistan | Bichkek     |
| 3e du Conseil turcique                    | 15–16 août 2013    | Azerbaïdjan  | Qabala      |
| 4e du Conseil turcique                    | 5 juin 2014        | Turquie      | Bodrum      |
| 5e du Conseil turcique                    | 11 septembre 2015  | Kazakhstan   | Astana      |
| 6e du Conseil turcique                    | 3 septembre 2018   | Kirghizistan | Cholpon-Ata |
| 7e du Conseil turcique                    | 15 octobre 2019    | Azerbaïdjan  | Bakou       |
| 8e du Conseil turcique                    | 12 novembre 2021   | Turquie      | Istanbul    |
| 1er de l'Organisation des États turciques | 11 novembre 2022   | Ouzbékistan  | Samarcande  |
| 2e de l'Organisation des États turciques  | 3 novembre 2023    | Kazakhstan   | Astana      |

## Institution

Le siège de l'organisation à Istanbul, dans le district de Fatih.

Le Conseil turcique a trois capitales, Istanbul (Turquie), Bakou (Azerbaïdjan) et Astana (Kazakhstan), et un bureau à Budapest depuis 2019. Istanbul est la capitale administrative, Bakou est la capitale de l'Assemblée parlementaire et Astana est la capitale de l'Académie turcique.

## Drapeau
Le drapeau du Conseil turcique a été présenté au public lors de la conférence de presse du Conseil des ministres des Affaires étrangères qui a précédé le deuxième sommet du Conseil turcique qui s'est tenu le 22 août 2012 à Bichkek. Il contient les éléments des drapeaux nationaux des États membres fondateurs du Conseil turcique. Ainsi, il est composé de l'étoile du drapeau de l'Azerbaïdjan, de la couleur bleue du drapeau du Kazakhstan, du soleil du drapeau du Kirghizistan et du croissant du drapeau de la Turquie. Ce drapeau, ainsi que ceux des États membres, ont été solennellement hissés au mât par Noursoultan Nazarbaïev, président fondateur de la république du Kazakhstan, et Abdullah Gül, 11e président de la république de Turquie, au siège administratif du Conseil turcique, à Istanbul, le 12 octobre 2012.

## Origine historique
À la suite de la chute de l’Union des républiques socialistes soviétiques (URSS) en 1991, la Turquie va se rapprocher des ex-républiques soviétiques d’Asie centrale. La zone territoriale du Caucase et de l’Asie centrale devient un enjeu stratégique pour Ankara. À la suite du retrait du « Grand voisin du Nord », la Turquie apparait pour les puissances de l’Ouest comme un moyen de faciliter la transition économique libérale et démocratique des républiques turcophones pour faciliter les échanges avec l’Occident. Insérée dans l’Organisation du Traité Atlantique Nord (OTAN) et proche de l’Union européenne, la Turquie représente un moyen indirect de lutte contre les puissances fondamentalistes de l’Iran et de l’Arabie Saoudite.
Néanmoins, les républiques turcophones de l’Azerbaïdjan, du Kazakhstan, de Kirghizistan et de l’Ouzbékistan connaissent des difficultés économiques importantes. Le revenu par habitant s’avère être en dessous de la moyenne de l’ex-URSS. La croissance est également plus lente avec un rapport au revenu moyen par habitant de l’URSS passé de trois quarts en 1970 à moins de deux tiers en 1990.
Sous le régime soviétique ces difficultés étaient compensées via des transferts budgétaires. Toutefois, après la fin de ce régime les républiques turcophones se retrouvent face à elles-mêmes, ayant des déséquilibres internes très affaiblis ainsi que des besoins de financement important. Au niveau des échanges commerciaux, les déficits sont également élevés, hormis pour l’Azerbaïdjan. En outre, ces États connaissent un goulet d’étranglement d’ordre structurel et financier.
À cette époque, les relations commerciales avec la Turquie sont relativement faibles. En 1992, le volume des échanges s’établissait à 283,7 millions de dollars, soit 0,8% du commerce extérieur de la Turquie. « Cependant, après l’URSS, la Turquie va progressivement jouer le rôle d’intermédiaire auprès des milieux occidentaux pour l’Azerbaïdjan, le Kazakhstan, le Kirghizistan et l’Ouzbékistan. En développant l’idée d’un grand monde turc, la coopération entre ces États turcophones va s’accroître grâce à l’organisation de la Turcophonie. Cet espace devient le sommet de coopération principale entre la Turquie, l’Asie orientale et le Caucase. La Turquie va ainsi chercher à promouvoir le développement économique de ces pays mais aussi et surtout à encourager une unité turcophone. À travers l’Asie centrale et le Caucase, les États turcophones représentent une population non négligeable: 8 millions d’habitants pour l’Azerbaïdjan, 14 millions pour le Kazakhstan, 5 millions pour le Kirghizistan et 25 millions pour l’Ouzbékistan. Le souhait de construire un grand projet pan-Turc se fait donc ressentir pour la Turquie qui voit à cette époque un moyen de développer son influence régionale et mondiale. Ainsi, le Président turc de l’époque, Süleyman Demirel, déclara à cette époque sa volonté de construire: « Un Monde turc s’étendant de l’Adriatique jusqu’à la Grande Muraille de Chine ». Avec ce projet, l'aspiration à l’image romantique d’étendre une grande Turquie sur le monde est nette. Cependant, les républiques turcophones étant marquées par des difficultés économiques et structurelles hétérogènes, cette coopération va progressivement se concentrer sur des ambitions concrètes, souvent bilatérales, davantage que sur un Monde turc unifié. »

## Domaines d'actions

### Coopération économique
À l’occasion de l’ouverture de la Turcophonie, la Turquie s’est dotée de l’Agence Turque de Coopération et de Développement (TIKA).
Le décret-loi statutaire no 480 du ministère des Affaires étrangères a créé cette organisation en 1999. En 2001, l’ensemble des règles de l’organisation a été défini au travers la « loi no 4668 sur "l'organisation et les tâches de la Direction turque de la coopération et du développement".
Cette agence fut organisée en deux départements aux missions différentes. Le premier département fut chargé des questions économiques, commerciales et techniques (Ekonomik Ticari ve Teknik İşbirliği Dairesi) et le second chargé des affaires sociales et culturelles (Eğitim Kültür ve Sosyal İşbirliği Dairesi).
La TIKA devient alors un instrument économique privilégié pour accroître les échanges entre la Turquie, l’Asie centrale et les Balkans mais aussi avec l’Amérique latine, l’Afrique ou encore les îles du Pacifique.
Au-delà de l’agence TIKA, la coopération économique des républiques turcophones et de la Turquie passe par d’autres collaborations concrètes, notamment avec de grandes multinationales. Les petites et moyennes entreprises sont également amenées à travailler conjointement afin de maintenir une activité économique dynamique dans la région.
Néanmoins, les réalisations économiques du Conseil turcique s’avèrent peu effectives par rapport à d’autres domaines d’actions.
Le 16 mars 2023, le Fonds turcique d'investissement est créé a Istanbul.

### Coopération énergétique
L’énergie représente également un enjeu de collaboration important pour les États membres du Conseil turcique. En effet, la Turquie dispose de ressources énergétiques importantes dans la région d’Asie centrale. Depuis 2005, l’oléoduc Bakou-Tbilissi-Ceyhan (BTC) transporte sur 1776 km le pétrole brut du champ pétrolifère d'Azeri-Chirag-Guneshli sur la mer Caspienne jusqu'à la mer Méditerranée. Ce projet implique directement l’Azerbaïdjan puisque l’oléoduc prend racine à Bakou.
Le projet du Gazoduc transanatolien (TANAP) constitue également un enjeu de coopération énergétique majeur dans la région. Ayant pour but un acheminement en gaz naturel de l’Azerbaïdjan jusqu’à l’Europe via la Turquie, ce gazoduc est présenté comme le symbole de l’amitié et la fraternité entre la Turquie et l’Azerbaïdjan en Anatolie. L’inauguration du projet TANAP a eu lieu le 12 juin 2018 à Eskisehir, en Turquie en présence de Mustafa Akinci, président de la république turque de Chypre du Nord, Aleksandar Vucic, président de la république de Serbie, Petro Porochenko, président d’Ukraine, le président de la république d’Azerbaïdjan, Ilham Aliyev et Recep Tayyip Erdogan, président de la république de Turquie. La coopération énergétique constitue donc un enjeu important pour les États membres du Conseil turcique mais l’action concrète de cette organisation au sein de cette thématique reste limitée. 
Le 1er mars 2024, la Turquie et le Turkménistan signent un nouvel accord gazier qui consiste à transporter le gaz turkmène vers la Turquie, puis vers l'Europe.

### Coopération culturelle

#### Alphabet
Une des mesures les plus symboliques en matière culturelle fut l’adoption de l’alphabet latin au détriment de l’alphabet cyrillique par les républiques turcophones, encouragées par la Turquie. L’Ouzbékistan, l’Azerbaïdjan et le Turkménistan ont en effet approuvé l’alphabet latin, rejoints par le Kazakhstan. La Turquie a proposé son assistance à ces pays pour changer d’alphabet sous la supervision du Ministre de la Culture Turc et de l’Association pour la Langue Turque afin de promouvoir une communication simplifiée entre les pays. Le 6 Mai 2024, la commission de l'alphabet commun du monde turcique est réunie pour la 2ème fois à Bakou

#### TÜRKSOY
L’Organisation internationale pour la culture turque (TÜRKSOY) constitue une institution dévouée à la promotion de la culture turque, pouvant être comparée à l’UNESCO pour le monde turc. En 1992, les ministres de la culture de l'Azerbaïdjan, du Kazakhstan, du Kirghizstan, de l'Ouzbékistan, de la Turquie, et du Turkménistan déclarèrent leur engagement à coopérer pour un cadre culturel commun. Le 12 juillet 1993 à Almaty, un accord entre ces pays conduisit à la naissance de cette organisation internationale. Elle permet désormais le travail entre plusieurs acteurs (associations, ministères, municipalités) d’Asie centrale pour promouvoir cette culture. Elle vise aussi à promouvoir des figures intellectuelles comme Oljas Souleïmanov, Abdulla Oripov, and Tchinguiz Aïtmatov. Le 11 septembre 2015, la Fondation Turcique de la culture et de l'héritage est créé à Bakou.

#### Éducation
L’éducation représente également un enjeu important pour la coopération entre les États turcophones. Beaucoup d’échanges universitaires ont lieu entre la Turquie et les quatre États turcophones, et inversement. Des programmes universitaires communs sont aussi permis notamment grâce au « Big student projet », programme du ministre de l’éducation après la chute de l’URSS pour développer les échanges universitaires. Plusieurs bourses universitaires sont mises en place pour faciliter ces échanges mais dans les faits celles-ci sont parfois insuffisantes pour que les ressortissants des quatre autres États viennent étudier en Turquie. Deux grandes universités ont joué un rôle majeur pour faciliter ce partenariat universitaire dont l’université Ahmet Yesevi, du nom du protagoniste ayant contribué au développement d’un mysticisme islamique commun à l’Asie Centrale et l’Anatolie. Cette université turque est implantée au Kazakhstan et Kirghizstan. L’université de Manas dispose également d’un rôle majeur, créée au Kirghizstan en 1995, du nom de la figure littéraire ayant contribué à l’histoire et l’identité littéraire du Kirghizstan. Le programme Orhun, est un programme d'échange d'étudiants et d'enseignants entre les universités turciques.

#### Religion
À la suite de la chute de l’URSS, la Turquie a participé à l’expansion de son modèle religieux, le sunnisme hanafi, au sein du monde turc. Cette exportation du modèle religieux turc fut perçue par l’Occident comme un moyen d’empêcher la diffusion du fondamentalisme religieux de l’Arabie saoudite ou de l’Iran dans la région. Le Diyanet, l’institution s’occupant de la religion, va mener une politique active dans la région. Ainsi, la Turquie va chercher à exporter son modèle en Asie centrale. Ce modèle de l’État turc ayant des relations étroites avec les institutions religieuses va plaire avec à partir de 1995 l'organisation de sommets où le Diyanet va prendre la tête de cette coopération. Depuis les années 1990, l’État turc a utilisé cette congrégation religieuse comme tête de pont vis-à-vis de l’Asie centrale via des écoles turcophones en Asie centrale, comme en Azerbaïdjan. Sous la présidence d’Erdoğan, cette influence religieuse est perpétuée via la construction de mosquées. En 2018, le président turc inaugura la Grande Mosquée de Bichkek au Kirghizistan.
La religion s’illustre donc comme une forme de coopération importante pour les États membres du Conseil turcique, apparaissant comme un moyen de renforcer sa politique extérieure avec les pays membres de cette zone.

### Coopération politique

#### TURKPA
Le 29 septembre 2009, la première assemblée générale de l'Assemblée parlemantaire des états turciques (comme on l'appelait lors de sa création, l'Assemblée parlementaire des pays de langue turque) s'est tenue à Bakou, la capitale de la République d'Azerbaïdjan. Lors de la réunion, le règlement intérieur de la TURKPA, le règlement du secrétariat et la Déclaration de Bakou ont été adoptés. Dans le même temps, il a été décidé que le Secrétariat de la TURKPA serait installé en permanence à Bakou.

## Enjeux et tensions

### Le mouvement Güleniste
Fethullah Gülen est le chef de la confrérie des Fethullahci (adeptes de Fethullah), un courant affilié au mouvement religieux sunnite Nurcu (« adeptes de la lumière »). Ancien allié de Erdogan, son influence s’imposa progressivement en Turquie dans les années 1990. De nombreuses organisations sont liées à ce mouvement Gülen, comme des associations, des écoles, des réseaux d’affaires. Ces établissements scolaires s’avèrent être particulièrement implantés en Asie Centrale. Certains pays apparaissaient néanmoins hostiles à cette organisation. En 1999, l’Ouzbékistan ferma l’accès au mouvement Güleniste sur son territoire, suivi de la Russie. C’est aussi à cette époque que Gülen s’exila aux États-Unis.
En 2013 un conflit entre Gülen et Erdogan éclata sur fond de corruption. De premières vives tensions se firent alors sentir. À l’occasion de la tentative de coup d’État de juillet 2016, le Président Erdogan accusa son ennemi juré d’être à l’origine de ce complot. Selon le premier ministre Turc Binali Yildirim, 265 morts et 1 440 blessés ont été victimes de ces évènements. Il s’est ensuivi une répression massive du mouvement Güleniste, le Président Erdogan implorant : « Après cette tentative de coup d’État, une fois encore je demande à Barack Obama de transférer cette personne de Pennsylvanie jusqu’en Turquie ». » Gülen va fermement nier toute implication au sein du coup d’État mais cet épisode a cristallisé fermement les rapports entre les deux hommes, engendrant des conséquences sur les rapports avec les républiques turcophones. Le Tadjikistan, Kazakhstan, et Azerbaïdjan décidèrent de fermer toutes les écoles gülennistes au sein de leurs pays. Le Kirghizistan quant à lui changea le nom de ces écoles et accentua leur surveillance.

### La neutralité du Turkménistan
Bien que turcophone, l’État du Turkménistan refuse de prendre part à la coopération des États turcophones au sein du Conseil turcique. Il revendique depuis toujours sa neutralité affichée, valeur importante du pays étant illustrée au sein de l’architecture par l’Arche de la neutralité à d'Achgabat, capitale du Turkménistan.
Une[Laquelle ?] résolution de l’Assemblée générale des Nations unies du 12 décembre 1995 vient même reconnaître cette neutralité vis-à-vis de toute politique étrangère. Le 12 décembre a ainsi été fixé comme date de la journée internationale de la neutralité depuis 2015.
Le 12 décembre 2020, le président turc Recep Tayyip Erdoğan invite une nouvelle fois le Turkménistan à rejoindre l'Organisation des États turciques.
Le Turkménistan est membre observateur de l'Organisation des États turciques depuis le sommet de novembre 2021.

### La Hongrie
À l’occasion du sommet annuel du Conseil turcique de 2018, qui a eu lieu à Tcholpon-ata, au Kirghizistan, le Premier ministre hongrois Viktor Orbán a signé le statut de pays observateur de son pays. Il a ainsi mis en avant l’origine hunnique des Hongrois, qui seraient selon lui « les descendants des enfants d’Attila ».
Viktor Orbán a également affirmé qu'« Il est désormais clair que l’ordre mondial ancien s’est effondré, dont le dogme voulait que l’argent et le savoir venaient de l’Occident riche et puissant pour ruisseler vers les pauvres pays de l’Est », ajoutant que la Hongrie « se tient désormais prête pour l’ouverture d’un nouveau chapitre dans la coopération hongro-turcique ». Cette nouvelle coopération illustre l’intérêt croissant de la Hongrie pour l’Asie centrale, déjà très impliquée dans d’autres partenariats euro-asiatiques comme le Format 16+1 et la nouvelle route de la soie, qui rassemblent la Chine et plusieurs pays d’Europe centrale et orientale. Via cette édition de 2018, la Hongrie a également pris part aux Jeux mondiaux nomades organisés en marge du sommet. En affichant sa participation à cette manifestation sportive promouvant la culture traditionnelle d’Asie centrale, la Hongrie s’affirme dans le souhait d’une coopération approfondie avec les républiques turcophones.